# Саккара

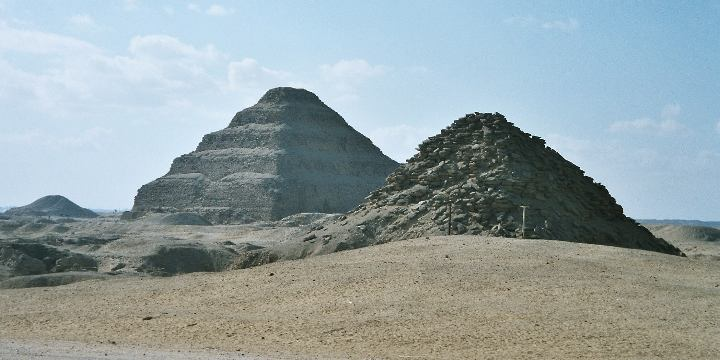
Древнейшие египетские пирамиды

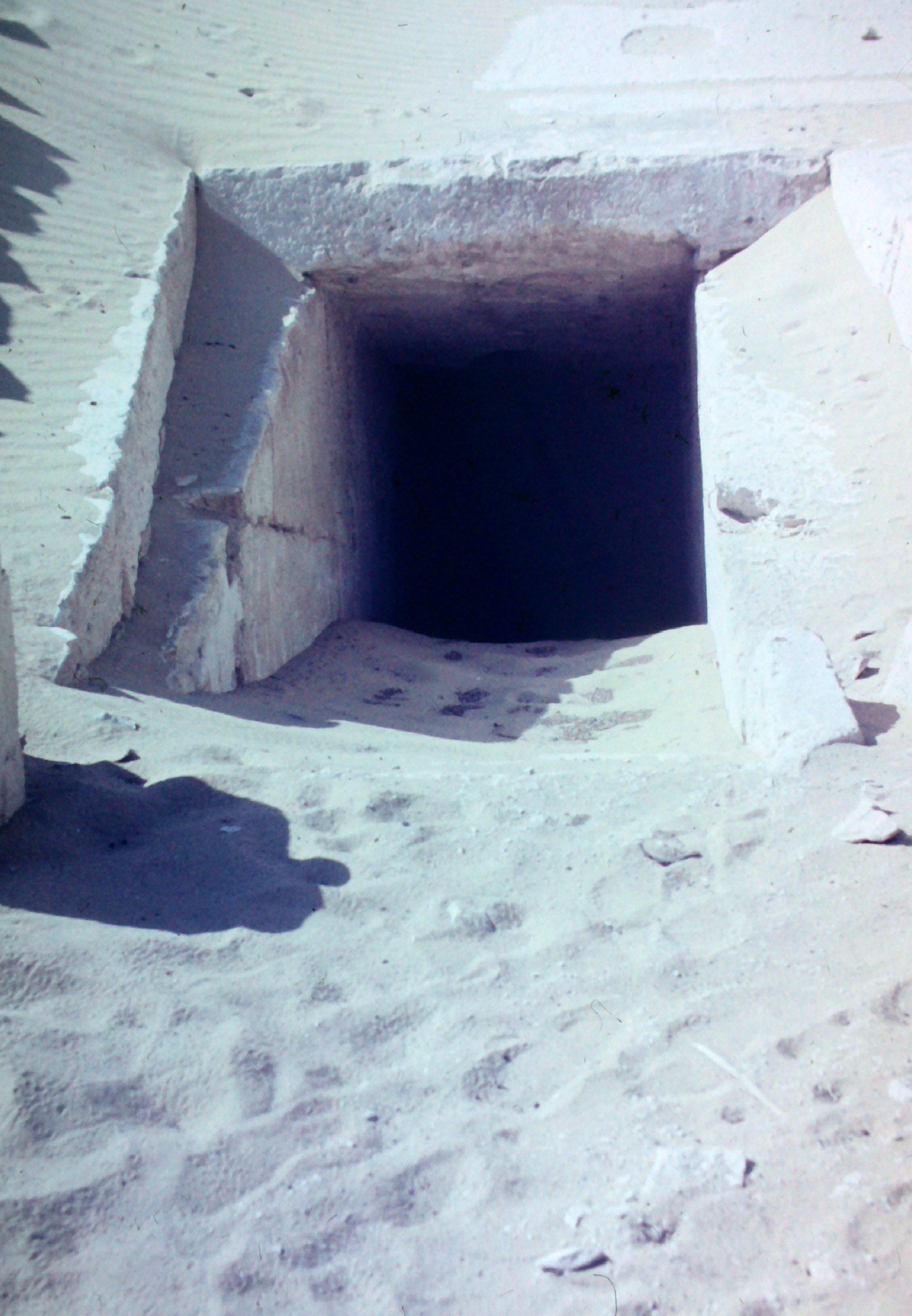
Вход в пирамиду Унис в Саккаре

Сакка́ра (араб. سقارة) — селение в Египте, примерно в 25 км к югу от Каира. В нём находится древнейший некрополь столицы Древнего царства — Мемфиса. Название происходит от имени бога мёртвых Сокара, покровителя некрополей.

## Некрополь

Расположение пирамид

Протяжённость мемфисского некрополя с севера на юг — 7 км; ширина — 1500—500 м. Всего царских пирамид — 11, большей частью это пирамиды фараонов VI династии, среди них выделяются погребения фараонов Тети, Пепи I и Пепи II. Центральное сооружение — ступенчатая пирамида Джосера, фараона III династии, хотя царские захоронения производились здесь ещё во времена II династии, а первые мастабы относятся к периоду I династии.
Хотя после Пепи II фараонов в Саккаре не хоронили, захоронения менее важных персон продолжались здесь во все последующие периоды, вплоть до римской эпохи. Знаменитый узурпатор Хоремхеб подготовил здесь для себя гробницу ещё перед тем, как стать фараоном. Одна из особенностей некрополя — Серапеум, по дороге к которому в эллинистический период были расставлены статуи великих греческих философов.

## Раскопки
Раскопки в Саккаре производились постоянно; систематическими раскопками занялся археолог Август Мариетт, дом которого сохраняется в северной части пустыни. Огромная система погребальных камер в окрестностях Ступенчатой пирамиды была обнаружена только в 1924 году.
В конце 1996 года французская экспедиция под руководством Алена Зиви обнаружила гробницу кормилицы Тутанхамона по имени Майя. Согласно надписям и рисункам в гробнице, работы над усыпальницей продолжались и после смерти Тутанхамона.
В 2006 году на территории некрополя появился музей Имхотепа.
14 июля 2018 года в ходе раскопок в историческом районе Саккара была обнаружена мастерская, в которой в эпоху Древнего Египта бальзамировали тела умерших, высокопоставленных особ эпохи фараонов. В мастерской на глубине 30 метров сохранилось множество специальных хирургических инструментов и сосудов с остатками веществ, использовавшихся в процессе мумификации. В одном из некрополей Саккары археологи из Италии обнаружили сыр, изготовленный одновременно из козьего, овечьего и коровьего молока в период между 1290 и 1213 годами до н. э. Кроме того, в сыре выявлены бактерии, вызывающие бруцеллез.
15 декабря 2018 года обнаружено захоронение жреца одного из храмов времен фараонов V династии Древнего Египта, возраст гробницы составляет приблизительно 4,4 тыс. лет, длина — около 10 м, высота — 3 м. Учёным удалось определить имя древнего служителя культа, его звали Вах-Ти.
В мае 2022 года в Саккаре Министерство древностей Египта представило найденные в ходе раскопок 250 запечатанных саркофагов с мумиями и 150 бронзовых статуй богов и сосудов для ритуалов богине плодородия Исиде. Древние артефакты, возраст которых составляет 2500 лет, будут переданы в Большой Египетский музей. Кроме того, во время раскопок археологами были найдены хорошо сохранившиеся мумии, деревянные статуи с золотыми лицами, расписные деревянные ящики, амулеты, а также папирус, содержащий строки из «Книги мертвых».
В апреле 2025 года археологи сообщили о найденной в некрополе гробнице принца Васер-иф-ре, сына царя Усеркафа, в которой находилась статуя фараона Джосера, его жены и их десяти дочерей. Согласно исследованиям, изначально статуи находились в помещении около пирамиды Джосера, а затем были перемещены в гробницу Васер-иф-ре. Также во время раскопок была найдена ложная дверь из розового гранита высотой 4,57 м и шириной 1,22 м, самая большая из найденных на данный момент.